# 文珠塚古墳
文珠塚古墳（もんじゅづかこふん）は、大阪府堺市西区上野芝向ヶ丘町1丁772－3に所在する前方後円墳。百舌鳥古墳群内にあり、国の史跡である。

## 概要
石津川の支流百済川左岸の台地上に位置し、全長58ｍ、後円部の高さ5ｍ、前方部高さ4、5ｍを測る。天皇陵等に指定されていない周辺の多くの古墳が宅地開発などで破壊されていく中で、墳丘の保存状態が比較的良好のため、1971年（昭和46年）に国の史跡に指定されている。2005年（平成17年）より保存整備計画策定のため、堺市教育委員会により、墳丘の一部が継続的に発掘調査されている。主体部（埋葬施設）の構造や副葬品については未詳であるが、円筒埴輪片が採集されている。時期は川西宏幸による円筒埴輪編年Ⅳ期に属し、5世紀中頃と推定される。